# Xenopsylla vexabilis
Xenopsylla vexabilis är en loppart som beskrevs av Jordan 1925. Xenopsylla vexabilis ingår i släktet Xenopsylla och familjen husloppor. Inga underarter finns listade i Catalogue of Life.